# Hoa hậu Thế giới 1987

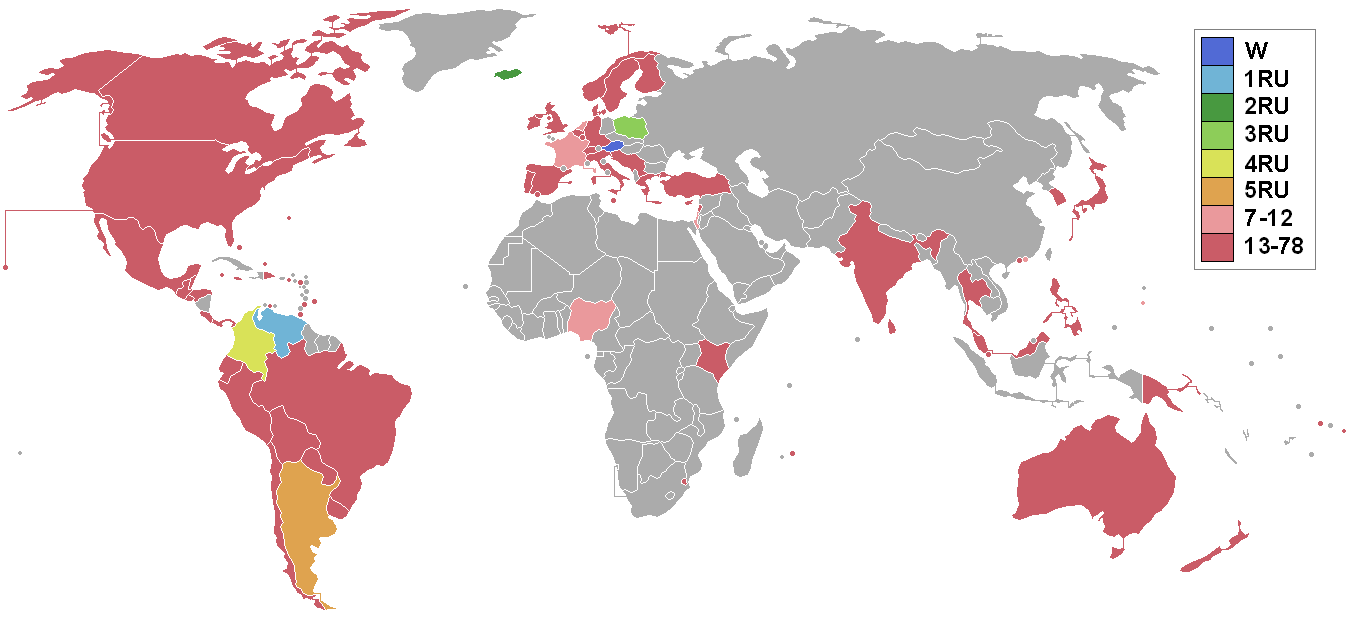
Các quốc gia và vùng lãnh thổ tham dự cuộc thi và kết quả.

Hoa hậu Thế giới 1987 là cuộc thi Hoa hậu Thế giới lần thứ 37 được tổ chức ngày 12 tháng 11 năm 1987 tại Royal Albert Hall, Luân Đôn, Vương quốc Anh. Người chiến thắng là Ulla Weigerstorfer đến từ Áo.

## Kết quả

### Thứ hạng
| Kết quả               | Thí sinh |
| --------------------- | --- |
| Hoa hậu Thế giới 1987 | - Áo – Ulla Weigerstorfer |
| Á hậu 1               | - Venezuela – Albany Lozada |
| Á hậu 2               | - Iceland – Anna Jónsdóttir |
| Top 6                 | - Argentina – Caterina Ciscato - Colombia – Claudia Escobar - Ba Lan – Monika Nowosadko                                                                          |
| Top 12                | - Pháp – Nathalie Marquay - Guam – Francel Manibog - Hà Lan – Angelique Cremers - Hồng Kông – Dương Bảo Linh - Israel – Ya'el Gerthler - Nigeria – Mary Bienoseh |

### Giải thưởng đặc biệt
| Giải thưởng     | Thí sinh                                     |
| --------------- | -------------------------------------------- |
| Hoa hậu Cá tính | - Hoa Kỳ – Clotilde Helen Cabrera            |
| Hoa hậu Ảnh     | - Thụy Điển – Karin Agneta Charlotta Trydell |

### Các nữ hoàng sắc đẹp châu lục
| Khu vực        | Thí sinh                     |
| -------------- | ---------------------------- |
| Châu Phi       | - Nigeria – Mary Bienoseh    |
| Châu Mỹ        | - Venezuela – Albani Lozada  |
| Châu Á         | - Hồng Kông – Dương Bảo Linh |
| Châu Âu        | - Áo – Ulla Weigerstorfer    |
| Châu Đại Dương | - Guam – Francel Manibog     |

## Giám khảo
- Eric Morley – Chủ tịch của Hoa hậu Thế giới
- Linford Christie
- Robert Coleman
- John Coleman
- Pilín León – Hoa hậu Thế giới 1981 đến từ Venezuela
- Hayley Mills
- Albert Vinci
- Rick Wakeman
- Simon Williams

## Thí sinh
| Quốc gia/Lãnh thổ          | Thí sinh                           | Quê quán         |
| Quần đảo Virgin (Mỹ)       | Lisa Pitram                        | St. Thomas       |
| Argentina                  | Caterina Ciscato                   | La Plata         |
| Úc                         | Donna Thelma Rudrum                | Melbourne        |
| Áo                         | Ulla Weigerstorfer                 | Viên             |
| Bahamas                    | Indira Regina Wood                 | Nassau           |
| Barbados                   | Dawn Michelle Waithe               | Bridgetown       |
| Bỉ                         | Lynn Florentine Wesenbeek          | Antwerp          |
| Belize                     | Janine Sylvestre                   | Thành phố Belize |
| Bermuda                    | Kim Elizabeth Johnston             | Southampton      |
| Bolivia                    | Birgit Ellefsen                    | Cochabamba       |
| Brazil                     | Simone Augusto Costa da Silva      | Recife           |
| Canada                     | Tracey Westerholm                  | Vancouver        |
| Quần đảo Cayman            | Desiree Ann Hunter                 | Grand Cayman     |
| Chile                      | Yasna Angelica Vukasovic Alvarez   | Punta Arenas     |
| Colombia                   | Claudia Mercedes Escobar Zapata    | Cali             |
| Quần đảo Cook              | Michelle Leone Oberg               | Rarotonga        |
| Costa Rica                 | Alejandra Eugenia Martínez Fuentes | Cartago          |
| Curaçao                    | Diana Patricia Fraai               | Willemstad       |
| Síp                        | Niki Christou                      | Nicosia          |
| Đan Mạch                   | Zelma Hesselmann                   | Copenhagen       |
| Cộng hòa Dominica          | Paula del Carmen Lora Garcia       | Salcedo          |
| Ecuador                    | Cecilia Pozo Caminer               | Guayaquil        |
| El Salvador                | Claudia Lorena Alvarenga Ruiz      | San Salvador     |
| Phần Lan                   | Minna Susanna Rinnetmaki           | Tampere          |
| Pháp                       | Nathalie Marquay                   | Mulhouse         |
| Đức                        | Christiane Kopp                    | Berlin           |
| Gibraltar                  | Mayte Sanchez                      | Gibraltar        |
| Hy Lạp                     | Helen Moskiou                      | Athens           |
| Guam                       | Francel Maribel Manibog Caracol    | Agana            |
| Guatemala                  | Mabel Daniza Hernandez Gutíerrez   | Chinautla        |
| Hà Lan                     | Angelique Johanna Gerarda Cremers  | Schinveld        |
| Honduras                   | Claudia Maria Paz Valledares       | San Pedro Sula   |
| Hồng Kông                  | Dương Bảo Linh                     | Hồng Kông        |
| Iceland                    | Anna Margret Jonsdóttir            | Reykjavik        |
| Ấn Độ                      | Manisha Kohli                      | Mumbai           |
| Ireland                    | Adrienne Rock                      | Dublin           |
| Đảo Man                    | Lesley Elizabeth Henthorn          | Jurby            |
| Israel                     | Ya'el Gerthler                     | Rehovot          |
| Ý                          | Barbara Martinuzzi                 | Torino           |
| Jamaica                    | Janice Nadine Whittingham          | Kingston         |
| Nhật Bản                   | Keiko Unno                         | Tōkyō            |
| Kenya                      | Sheila Linda Kegode                | Nairobi          |
| Hàn Quốc                   | Chung Myoung-sun                   | Seoul            |
| Liban                      | Josiane Haddad                     | Beirut           |
| Luxembourg                 | Claudine Atten                     | Erpeldange       |
| Ma Cao                     | Olivia Maria do Rosario            | Ma Cao           |
| Malaysia                   | Sheela Shankar                     | Kuala Lumpur     |
| Malta                      | Joanne Corser                      | Gzira            |
| Mauritius                  | Marie-France Geraldine Mamet       | Grand Bay        |
| Mexico                     | Elizabeth Carrillo Iturrios        | Mazatlan         |
| New Zealand                | Karyn Annemarie Therese Meltcaf    | Manukau          |
| Nigeria                    | Mary Ngazi Bienoseh                | Benue            |
| Na Uy                      | Mette Veiseth                      | Namsos           |
| Panama                     | Maria Cordelia Denis Urriola       | Thành phố Panama |
| Papua New Guinea           | Harriet Joan Warren                | Port Moresby     |
| Paraguay                   | Lourdes Beatriz Stanley Barranda   | Hohenhau         |
| Perú                       | Suzette Marie Woodman Denegri      | Lima             |
| Philippines                | Maria Lourdes Manalili Apostol     | Manila           |
| Ba Lan                     | Monika Ewa Nowosadko               | Kolobrzeg        |
| Bồ Đào Nha                 | Paula Isabel Leal do Sousa         | Lisboa           |
| St. Kitts & Nevis          | Jennifer Elvina Hensley            | Basseterre       |
| Saint Vincent và Grenadies | Nicole Camille Hadaway             | Kingstown        |
| Singapore                  | Janicia Koh Wee Ling               | Singapore        |
| Tây Ban Nha                | Sonsoles Artigas Medero            | Las Palmas       |
| Sri Lanka                  | Priyanjali Marina Frances de Alwis | Dehiwala         |
| Swaziland                  | Phindile Patricia Simelane         | Mbabane          |
| Thụy Điển                  | Karin Agneta Charlotta Trydell     | Laholm           |
| Thụy Sĩ                    | Gabriela Bigler                    | Bern             |
| Thái Lan                   | Benjawan Srilapan                  | Băng Cốc         |
| Trinidad và Tobago         | Maria del Valle Xavier             | Diego Martin     |
| Thổ Nhĩ Kỳ                 | Sebnem Dincgor                     | Istanbul         |
| Turks & Caicos             | Edna Elizabeth Smith               | Grand Turk       |
| Vương quốc Anh             | Karen Mellor                       | Bansley          |
| Hoa Kỳ                     | Clotlide Helen Cabrera             | Tampa Bay        |
| Uruguay                    | Monica Ines Borrea Vicente         | Montevideo       |
| Venezuela                  | Albani Josefina Lozada Jimenez     | Acarigua         |
| Tây Samoa                  | Ainslie Berking                    | Apia             |
| Nam Tư                     | Matilda Sazdova                    | Skopje           |

## Ghi nhận

### Lần đầu tham gia
| - Belize | - Quần đảo Cook |

### Trở lại
- Lần cuối tham gia vào năm 1981:
  -  Argentina – Argentina trở lại tham dự Hoa hậu Thế giới sau 6 năm chiến tranh tại Quần đảo Falkland để chống lại sự xâm lược của Vương quốc Anh.
  -  Papua New Guinea
- Lần cuối tham gia vào năm 1985:
  -  Curaçao
  -  Nigeria

### Bỏ cuộc
| - Antigua - Quần đảo Virgin (Anh) - Gambia | - Sierra Leone - Tonga |

### Các chú ý khác
- Đây là lần đầu tiên Hoa hậu Thế giới có 12 thí sinh vào bán kết sau đó là 6 thí sinh vào chung kết.
- Phần thi Áo tắm được diễn ra tại Malta.
- Hồng Kông: Dương Bảo Linh đạt vị trí Á hậu 4 tại Hoa hậu Hoàn vũ 1988 tổ chức tại Đài Loan. Cô là người Hồng Kông đầu tiên trong cuộc thi Hoa hậu Hồng Kông đạt thành tích cao nhất tại Hoa hậu thế giới và Hoa hậu Hoàn vũ kể từ khi TVB nắm quyền điều hành cuộc thi năm 1973 (Hoa hậu Virginia Lee đạt Á hậu 2 tại Hoa hậu Hoàn vũ 1954 và Judy Dan là Á hậu 3 Hoa hậu Hoàn vũ 1952). Và cô cũng là người đầu tiên từ Hồng Kông nhận giải Nữ hoàng châu Á. Iceland, Anna Margret Jonsdóttir, Á hậu 2 tại Hoa hậu Thế giới, thất bại khi không vào được bán kết Hoa hậu Hoàn vũ 1988.
- Các kỷ lục lần đầu tiên:
  - Vương quốc Anh thất bại vào bán kết sau 30 năm liên tiếp vào vòng trong, trong khi Hoa Kỳ là 11 năm.
  - Guam nhận giải thưởng Nữ hoàng châu Đại Dương lần đầu tiên trong lịch sử.
- 78 thí sinh đã hát ca khúc God Bless The Children như lời chào mừng của họ trong phần thi trang phục dạ hội.
- Bỉ và Bermuda không tham dự Hoa hậu Hoàn vũ 1987 bởi lịch trình thay đổi.
- 9 trong tổng số 12 thí sinh vào bán kết không có tên ở bán kết năm trước: Pháp (1980), Argentina (1981), Guam (1982), Hồng Kông (1983), Hà Lan (1984), và Iceland, Israel, và Ba Lan (1985). Nigeria vào bán kết lần đầu tiên mặc dù tham dự từ năm 1963.

## Liên kết
- Trang chủ của cuộc thi hoa hậu Thế giới